# Don Giovanni
Don Juan
Pour les articles homonymes, voir Don Juan (homonymie) et Giovanni.
Versions successives
- 29 octobre 1787 : Prague
- 7 mai 1788 : Vienne

Personnages
- Don Giovanni, gentilhomme (baryton)
- Leporello, son valet (basse)
- Le Commandeur (basse)
- Donna Anna, sa fille (soprano)
- Don Ottavio, fiancé de donna Anna (ténor)
- Donna Elvira, jeune femme délaissée par don Giovanni (soprano)
- Zerlina, jeune paysanne (soprano)
- Masetto, paysan, fiancé de Zerlina (basse)
- Paysans, paysannes, serviteurs, démons (chœur)

Airs
- Aria « Madamina, il catalogo è questo » (« Air du Catalogue ») - Leporello
- Duettino « Là ci darem la mano » - Don Giovanni, Zerlina
- Aria « Or sai chi l'onore » - Donna Anna
- Aria « Finch'han del vino » (air dit « du champagne ») - Don Giovanni
- Trio « Protegga il giusto cielo » (« Trio des masques ») - Donna Anna, donna Elvira, don Ottavio

Don Giovanni, K. 527 (titre complet : Il dissoluto punito ossia il Don Giovanni ; titre français : Don Juan), est un opéra en deux actes et en langue italienne du genre « dramma giocoso » (« drame joyeux ») de Wolfgang Amadeus Mozart, créé à Prague le 29 octobre 1787, sur un livret de Lorenzo Da Ponte inspiré du mythe de « don Juan ».
Don Giovanni est, avec La Flûte enchantée, l'opéra qui eut le plus d'influence sur les compositeurs romantiques par son mélange d'éléments comiques (buffa) et tragiques (seria). L'ouvrage est aujourd'hui considéré comme l'un des opéras majeurs de Mozart, avec Les Noces de Figaro, Così fan tutte et La Flûte enchantée, mais aussi de tout l'art lyrique. Richard Wagner le qualifiait d'« opéra des opéras ».

## Genèse
Deuxième collaboration entre Mozart et da Ponte après Les Noces de Figaro, le sujet est proposé par le librettiste (selon ses Mémoires) au compositeur à la fin du printemps 1787, pour répondre à une commande du théâtre national de Prague passée en janvier 1787, après le succès de leur ouvrage précédent (une avance de cent ducats ayant été versée).
L'histoire de Don Juan, popularisée par la pièce de Tirso de Molina El Burlador de Sevilla (1630), venait de faire l'objet d'un opéra composé par Giuseppe Gazzaniga sur un livret de Giovanni Bertati et créé avec succès en 1787 à Venise : Don Giovanni Tenorio (en). Da Ponte se permettra de faire quelques emprunts au livret de son confrère.
Mozart travaille à la composition du mois de juillet à la veille de la création (sa célèbre ouverture aurait été ainsi écrite durant la nuit précédant la répétition générale), le 29 octobre 1787 au théâtre Nostitz de Prague, par la troupe qui y avait repris Les Noces de Figaro et sous la direction du compositeur. Selon certaines sources, Giacomo Casanova, présent dans la salle, aurait servi pour partie de modèle, voire aurait apporté une contribution au livret.
L'œuvre rencontre un immense succès, contrairement à la création viennoise, le 7 mai 1788 au Burgtheater, qui se heurte au goût conservateur du public local (« La musique de Mozart est beaucoup trop difficile pour le chant » écrit le 16 mai le comte Francesco Orsini von Rosenberg (it), intendant du Théâtre impérial[réf. nécessaire]), malgré les modifications effectuées par Mozart : des airs supplémentaires pour le ténor Francesco Morella, interprète de Don Ottavio (« Dalla sua pace », K 540a, composé le 24 avril 1788) et la soprano Catarina Cavalieri (« In quali eccessi … Mi tradì quell'alma ingrata », K 540c, composé le 30 avril) ainsi qu'un duo entre Zerlina et Leporello (« Per queste tue manine » K 540b, composé le 30 avril), la modification du final de l'acte I (fin de l'acte au milieu du quatuor "Non ti fidar o misera") et la suppression de la scène finale de l'acte II, qui voit revenir tous les protagonistes après la mort de Don Giovanni. Il y eut néanmoins quatorze représentations.
Après sa redécouverte au milieu du XIXe siècle, le succès de cet opéra n'a fait que s'accroître. Le philosophe danois Søren Kierkegaard lui consacra un long passage dans son livre Ou bien... ou bien (1843), parlant d'« une œuvre sans défaut, d'une perfection ininterrompue ». Le Finale dans lequel Don Giovanni refuse de se repentir a été repris par de nombreux philosophes et artistes, dont George Bernard Shaw, qui le parodie dans sa pièce Homme et surhomme (1903).

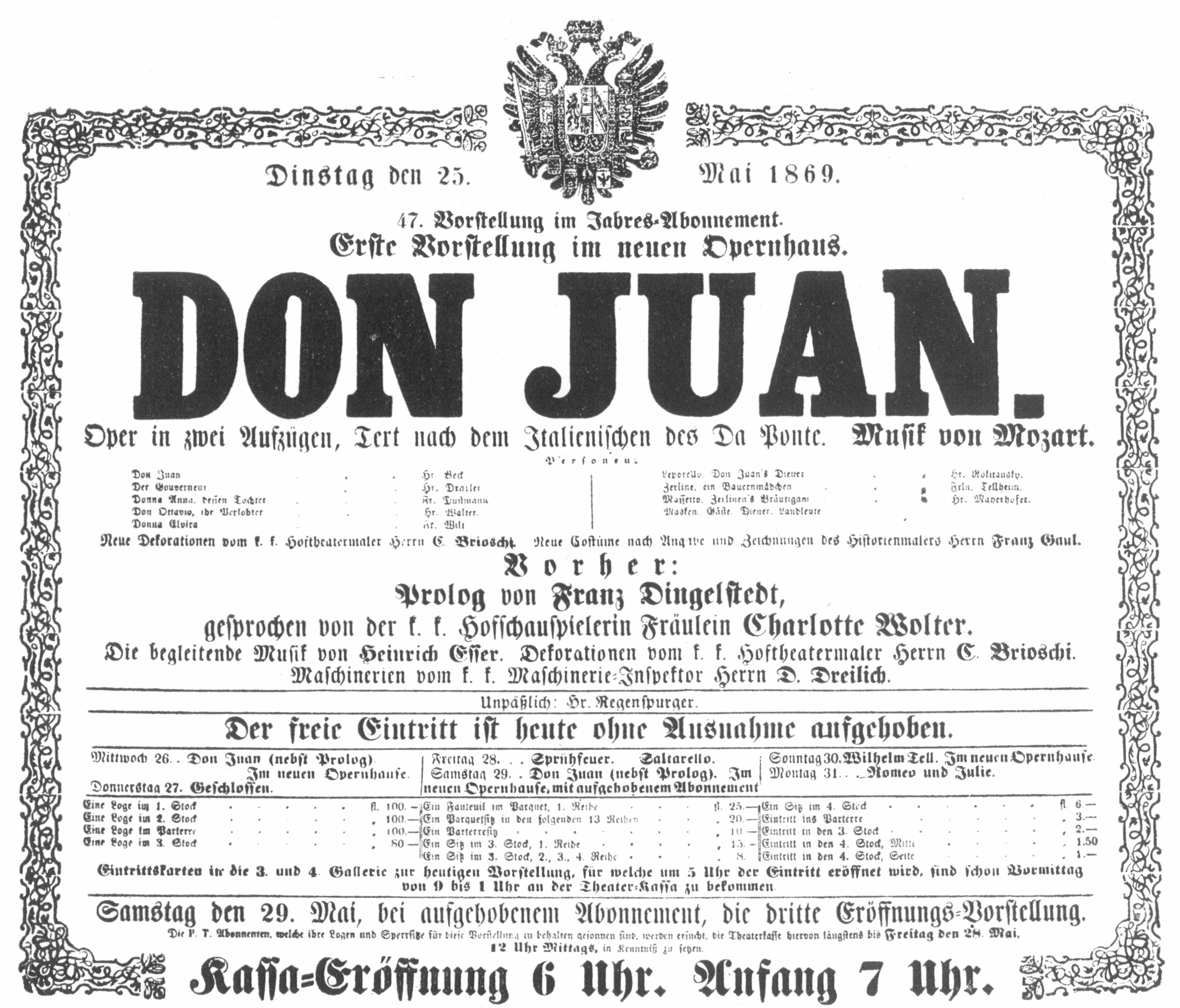
Présentation de Don Juan lors de l'ouverture de l'Opéra de Vienne le 25 mai 1869.

Lors du centenaire de sa création, l'œuvre aura été jouée 532 fois à Prague, 491 fois à Berlin et 472 fois à Vienne. Au répertoire de la plupart des maisons d'opéras à travers le monde, il était neuvième dans le classement des opéras les plus joués en Amérique du Nord en 2009-2010 selon l'association Opera America, totalisant 269 productions différentes entre 1991 et 2014.

### Manuscrit

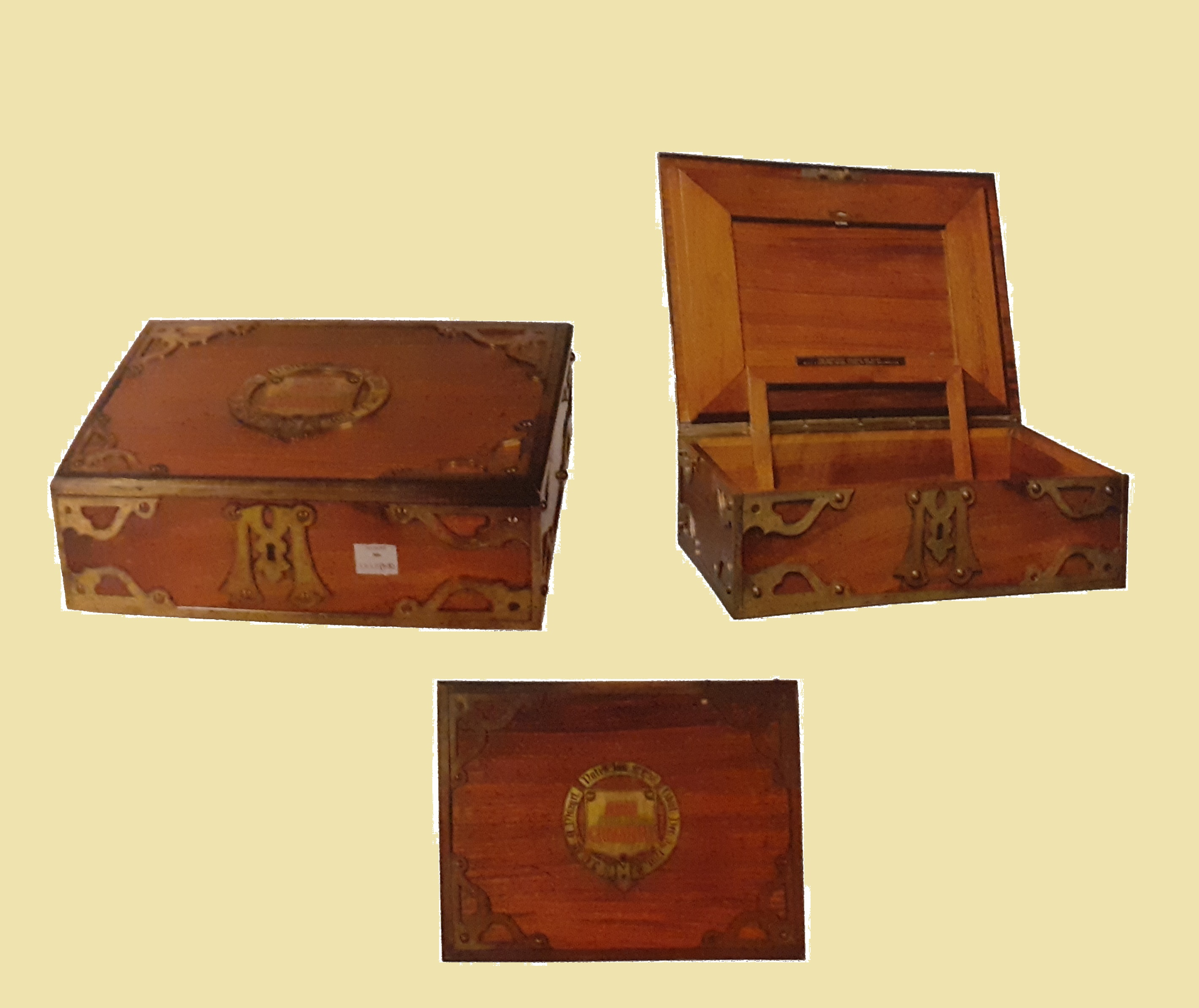
Coffret contenant le manuscrit de Don Giovanni.

Le manuscrit original, pour sa part, connut une histoire étonnante puisqu'il est aujourd'hui propriété de l’État français. Constance Mozart l'avait cédé en 1800 à l'éditeur de son mari, Johann André. En 1854, le gendre d'André, Streicher, un facteur de pianos, essaya sans succès de le vendre à différents musées avant d'entrer en relation avec Pauline Viardot par l'intermédiaire du pianiste Ernst Pauer. La célèbre cantatrice, qui avait chanté le rôle de Zerline à Saint-Pétersbourg, acquit ainsi le précieux manuscrit pour la somme, considérable à l'époque, de 150 livres. Elle fit confectionner un coffret en bois de thuya et le conserva plus de 50 ans avant de le léguer en 1903 au Conservatoire de musique de Paris. À la suite du transfert, en 1942, des collections de la bibliothèque du Conservatoire au Département de la musique de la Bibliothèque nationale de France, la partition constitue à ce jour l'un des trésors de cette dernière,.

## Argument
L'action se déroule à Séville en Espagne au XVIe siècle. Le livret reprend le mythe du séducteur puni, mythe né dans le contexte du Baroque espagnol. Comme l'explique le musicologue Jean-Victor Hocquard, « si l'époque était mûre, dans les régions de culture germanique, pour l'accueillir avec chaleur, c'est parce qu'il correspondait au romantisme naissant ». La particularité de Don Giovanni est en effet de se situer à la charnière entre l'Ancien Régime et le romantisme anti-rationaliste.

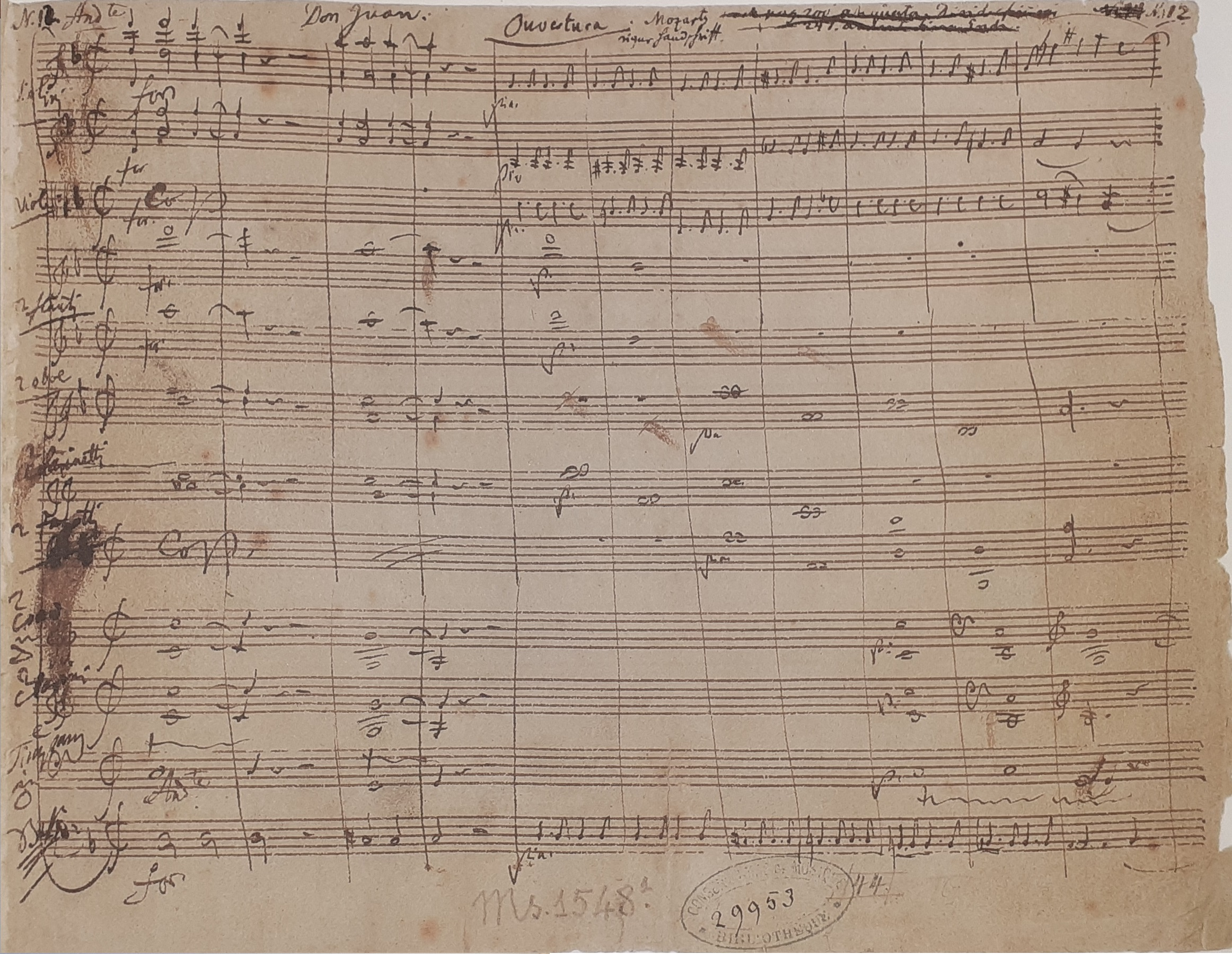
Ouverture (1e page) du manuscrit de Don Giovanni de Mozart.

### Ouverture
Un grave et solennel Andante correspondant à la scène finale de l'opéra (mais sans les trombones) est suivi par un vif allegro dont le caractère fougueux et puissant symbolise excellemment le personnage impulsif de Don Giovanni dont la seule obsession est la recherche à tout prix du plaisir. Sans aucune pause, Mozart enchaîne avec une modulation en fa majeur la coda de l'ouverture avec la première scène. 
Mais Mozart, sachant que l'on interprète les ouvertures seules lors de concerts, composa une autre coda de 13 mesures qui, après la modulation en fa majeur, fait se terminer l'ouverture par un basculement en ré majeur et sans enchaînement. Cette version est très peu souvent interprétée (Bruno Weil chez Sony avec son orchestre baroque nous la fait entendre) et une autre fin est bien plus fréquemment jouée : cette version, que l'on doit en 1799 au compositeur et éditeur de musique Johannes André (qui avait acquis plus d'une centaine de manuscrits de Mozart), finit brillamment l'ouverture en ré majeur, mais sans la modulation en fa majeur de Mozart.

### Acte I

#### Le jardin de la maison de Donna Anna, la nuit
Leporello monte la garde devant la maison dans laquelle Don Giovanni s'est introduit afin de forcer Anna, fille d'un haut dignitaire, le Commandeur, et fiancée d'Ottavio (introduction « Notte e giorno faticar »). Soudain, Anna apparaît, poursuivant Don Giovanni. Elle veut savoir qui il est et appelle à l'aide ; le Commandeur survient et provoque en duel l'agresseur, qui le blesse mortellement (« Ah ! Soccorso ! ») puis prend la fuite sans avoir été reconnu. Anna est en état de choc ; Ottavio tente alors de la réconforter, et tous deux jurent de la venger (récitatif « Ma qual mai » et duo « Fuggi, crudele, fuggi ! »).

#### Une rue près d'une auberge à l'aube
Don Giovanni et Leporello arrivent (récitatif « Orsù, spicciati presto »). Elvira, qu'il a séduite puis abandonnée, apparaît. Don Giovanni ne la reconnaît pas et essaie d'engager la conversation (trio « Ah, chi mi dice mai » et récitatif « Stelle ! che vedo ? »). L'ayant reconnue, il s'esquive, la laissant avec Leporello, qui essaie de la consoler en lui présentant la liste des conquêtes de son maître (air « Madamina, il catalogo è questo »). Elvira fait vœu de vengeance (récitatif et air « In questa forma »).

#### La campagne, le matin
Une procession de villageois qui préparent le mariage de Masetto et Zerlina apparaît (duo et chœur « Giovinette che fate all'amore »). Don Giovanni remarque Zerlina, qui lui plaît, et se débarrasse du fiancé jaloux (récitatif « La Zerlina senza me non può star » et air « Ho capito »). Resté seul avec Zerlina, il entreprend de la séduire (récitatif « Alfin siam liberati » et duo « Là ci darem la mano »).
Elvira les rejoint et entraîne Zerlina avant qu'elle ne cède (air « Ah, fuggi il traditor »). Don Giovanni rencontre alors Anna et Ottavio. Elvira, de retour, les met en garde contre celui qui l'a abandonnée (quatuor « Non ti fidar »). Don Giovanni répond à ses reproches en essayant de la faire passer pour folle, sans toutefois parvenir à convaincre ses interlocuteurs. Après son départ, Anna pense avoir reconnu en Don Giovanni le meurtrier de son père et raconte l'agression à Ottavio ; celui-ci décide de la venger (récitatif « Don Ottavio, son morta ! » et air « Or sai chi l'onore »). Leporello informe Don Giovanni que les invités pour le mariage sont arrivés, qu'il a réussi à occuper Masetto, mais que le retour de Zerlina a tout compromis. Il a toutefois pu se débarrasser d'Elvira. Don Giovanni, extrêmement insouciant et joyeux (air « Finch' han dal vino »), s'en retourne chez lui.

#### Le jardin de la maison de Don Giovanni
Zerlina suit Masetto et essaie d'apaiser sa jalousie (récitatif et air « Batti, batti, o bel Masetto »). Don Giovanni les invite tous les deux au bal. Leporello invite aussi Elvira, Ottavio et Anna, qu'il n'a pas reconnus, car ils ont le visage masqué (septuor « Bisogna aver coraggio »).

#### Une salle de bal chez don Giovanni
Trois airs de danse se succèdent : menuet, contredanse et danse allemande. Don Giovanni entraîne Zerlina à l'extérieur, tandis que Leporello attire l'attention de Masetto. Lorsque Zerlina crie à l'aide, Don Giovanni joue la comédie en poussant Leporello de son épée et l'accuse d'avoir voulu séduire Zerlina. Personne ne le croit, et la foule l'encercle, mais il réussit à s'enfuir.

### Acte II

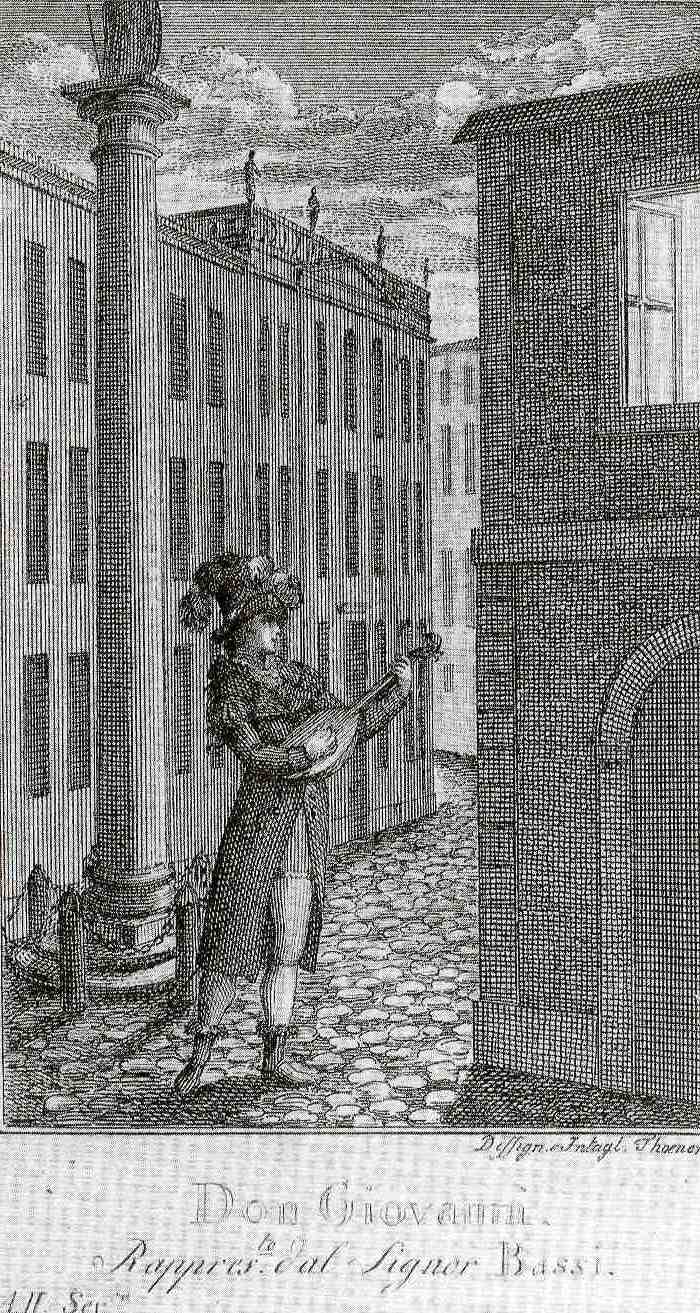
Luigi Bassi dans le rôle de don Giovanni en 1787 (no 16, canzonetta : Deh, vieni alla finestra, o mio tesoro !)

#### Une rue, la nuit
Leporello veut quitter son maître, mais Don Giovanni le convainc de rester et échange ses vêtements avec les siens (duo : « Va, che sei matto »). Elvira apparaît à son balcon (trio « Ah taci, ingiusto core ! ») et Leporello, déguisé, lui chante une déclaration d'amour. Elle le prend pour Don Giovanni et part avec lui. Celui-ci chante alors une sérénade à la camériste d'Elvira (air « Deh vieni alla finestra »).
Surpris par Masetto et ses amis, le faux Leporello envoie les paysans à la recherche de Don Giovanni, puis bat Masetto avant de se sauver (récitatif et air « Metà di voi qua vadano »). Zerlina rejoint Masetto et le console (air « Vedrai, carino, se sei buonino »).

#### Devant la maison de Donna Anna
Elvira et Leporello sont rejoints par Ottavio, Anna, Masetto et Zerlina, qui veulent tuer le faux Don Giovanni (sextuor « Sola, sola in buio loco »). Elvira implore leur pitié, et Leporello se démasque. Il demande pitié (air « Ah, pietà ! ») et réussit finalement à s'enfuir. Ottavio voit dans ces événements la preuve que Don Giovanni est bien le meurtrier du Commandeur et promet de le venger (air « Il mio tesoro intanto »). Restée seule, Elvira admet qu'elle aime encore Don Giovanni et renonce à la vengeance (air « In quali eccessi »).

#### Un cimetière, la nuit
À deux heures du matin, par nuit de pleine lune, Leporello raconte les récents évènements à Don Giovanni, qui rit aux éclats. Une voix provenant d'une statue lui demande de laisser les morts en paix. En outre, la statue annonce que Don Giovanni sera mort avant l'aube. Sur ordre de Don Giovanni, Leporello lit l'inscription à la base de la statue : « Dans ma tombe, j'attends ma vengeance ». Le valet tremble de peur, mais son maître le force à inviter la statue à dîner (duo « O statua gentillissima »). La statue hoche la tête et répond « Oui ».

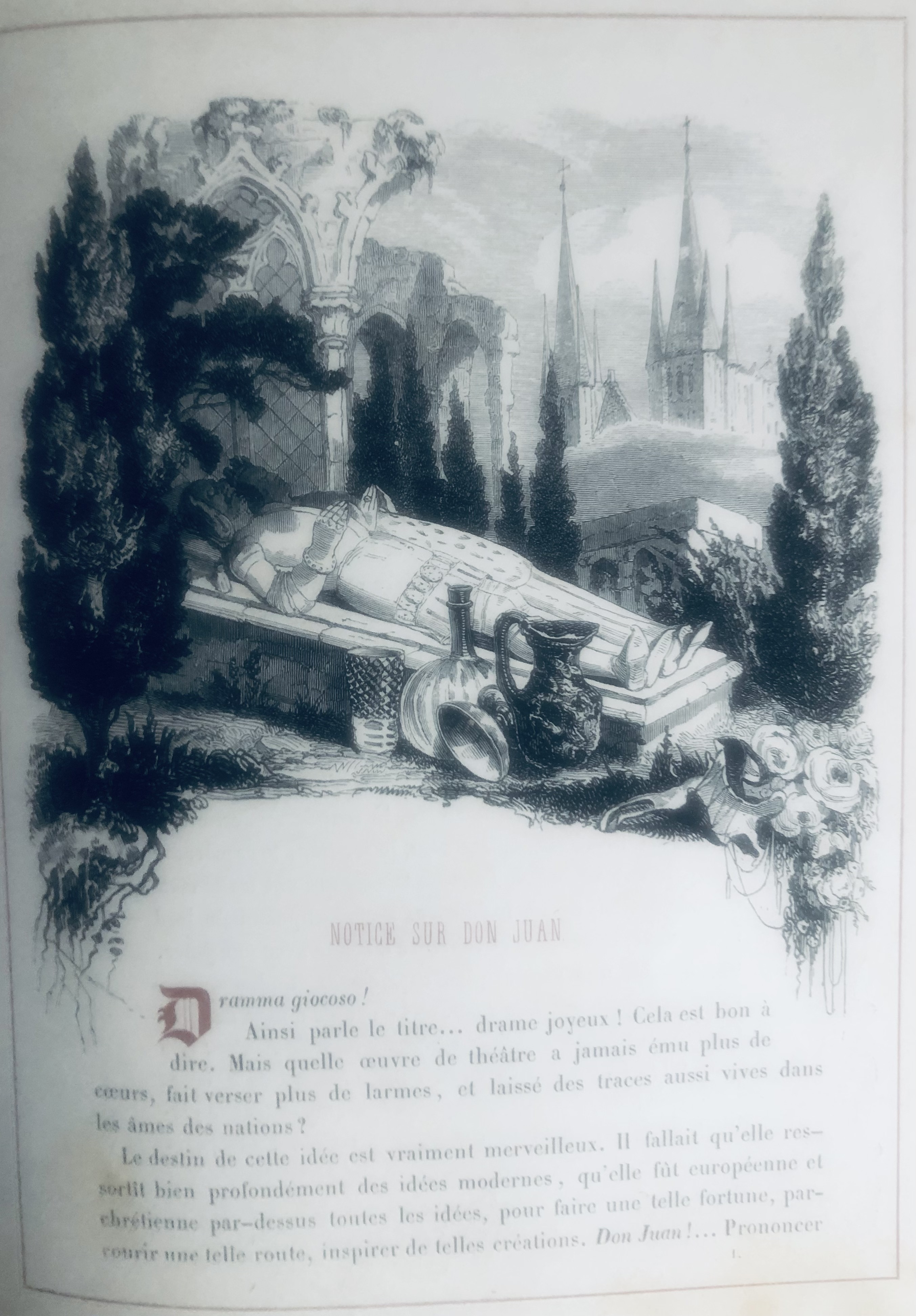
Le Commandeur (illustration).

#### La chambre sombre de Donna Anna
Anna demande à Ottavio de repousser leur mariage, ce qui l'afflige profondément (air « Crudele »). Peu à peu, elle s'apaise et lui confirme son amour.

#### Une salle à manger, chez Don Giovanni
Don Giovanni commence son repas pendant que les musiciens interprètent des airs d'opéra (finale « Già la mensa »). Elvira entre et essaie de convaincre Don Giovanni de se repentir (« L'ultima prova »), mais celui-ci se rit d'elle (« Vivan le femmine »). En partant, Elvira pousse un cri d'effroi. Leporello va voir ce qu'il se passe et hurle à son tour, à la vue de la statue du Commandeur qui s'approche et frappe à la porte. Comme son valet terrorisé refuse d'ouvrir, Don Giovanni s'en charge lui-même. Le Commandeur entre (« Don Giovanni, a cenar teco »), mais refuse de s'asseoir à table. Il invite Don Giovanni à dîner : ce dernier accepte et lui serre la main. La statue lui demande alors de se repentir, mais Don Giovanni refuse. Le Commandeur se retire, et Don Giovanni est englouti par les flammes de l'enfer.
Tous les autres personnages entrent, et Leporello leur fait le récit des derniers évènements. Anna consent à épouser Ottavio après le deuil de son père. Elvira décide de se retirer dans un couvent. Zerlina et Masetto vont se marier, tandis que Leporello veut trouver un meilleur maître (finale « Questo è il fin »).

## Distribution
| Rôle                                                    | Typologie vocale                | Première : Prague, 29 octobre 1787 (dirigée par Mozart) | Reprise : Vienne, 7 mai 1788 (dirigée par Mozart) |
| ------------------------------------------------------- | ------------------------------- | ------------------------------------------------------- | ------------------------------------------------- |
| Don Giovanni, gentilhomme                               | Basse chantante                 | Luigi Bassi                                             | Francesco Albertarelli                            |
| Leporello, son valet                                    | Basse                           | Felice Ponziani                                         | Francesco Benucci                                 |
| Donna Anna, fille du Commandeur, fiancée de Don Ottavio | Soprano                         | Teresa Saporiti                                         | Aloysia Weber                                     |
| Don Ottavio, fiancé de Donna Anna                       | Ténor lyrique                   | Antonio Baglioni                                        | Francesco Morella                                 |
| Le Commandeur, père de Donna Anna                       | Basse                           | Giuseppe Lolli                                          | Francesco Bussani                                 |
| Donna Elvira, épouse délaissée de Don Giovanni          | Soprano                         | Caterina Micelli                                        | Caterina Cavalieri                                |
| Zerlina, jeune paysanne                                 | Soprano (parfois mezzo-soprano) | Caterina Teresa Bondini                                 | Luisa Mombelli                                    |
| Masetto, paysan, fiancé de Zerlina                      | Basse                           | Giuseppe Lolli                                          | Francesco Bussani                                 |
| Paysans, paysannes, serviteurs, démons                  | Chœur                           | Chœur                                                   | Chœur                                             |

## Numéros musicaux

### Acte I
- no 1. Introduction « Notte e giorno faticar » - Leporello puis Donna Anna, Don Giovanni puis le Commandeur
- no 2. Récitatif accompagné et duo « Fuggi, crudele, fuggi » -Donna Anna, Don Ottavio
- no 3. Aria « Ah! Chi mi dice mai ! » - Donna Elvira
- no 4. Aria « Madamina, il catalogo è questo » (« Air du Catalogue ») - Leporello
- no 5. Chœur « Giovinette che fate all’amore », Zerlina, Masetto, paysans et paysannes (chœur mixte)
- no 6. Aria « Ho capito, signor sì » - Masetto
- no 7. Duettino « Là ci darem la mano » - Don Giovanni, Zerlina
- no 8. Aria « Ah fuggi il traditor » - Donna Elvira
- no 9. Quatuor « Non ti fidar » - Don Giovanni, Donna Elvira, Donna Anna, Don Ottavio [Scène coupée en partie dans le livret viennois : cf même remarque pour le final).
- no 10. Récitatif accompagné et aria « Or sai chi l'onore » - Donna Anna
- no 10a. Aria « Dalla sua pace » - Ottavio (composé à Vienne et ajouté à cette place pour la version viennoise)
- no 11. Aria « Fin ch'han del vino » (air dit « du champagne ») - Don Giovanni
- no 12. Aria « Batti, batti, o bel Masetto » - Zerlina
- no 13. FINALE : « Presto, presto » (incluant le « Trio des masques » - Donna Anna, Donna Elvira, Don Ottavio) - Tous (moins le Commandeur), serviteurs (chœur d'hommes) - Pour la version viennoise Mozart coupa une partie du final (de la même manière que le quatuor "Non ti fidar, o misera") et ceci afin de cadrer avec la censure impériale. De cette manière à Vienne on n'entendit pas du tout le fameux "viva la libertà" [7]

### Acte II
- no 14. Duo « Eh via buffone » - Don Giovanni, Leporello
- no 15. Trio « Ah taci ingiusto core » - Donna Elvira, Don Giovanni, Leporello
- no 16. Canzonetta[24] « Deh vieni alla finestra » - Don Giovanni
- no 17. Aria « Metà di voi qua vadano » - Don Giovanni
- no 18. Aria « Vedrai, carino » - Zerlina
- no 19. Sextuor « Sola, sola in buio loco » - Tous moins Don Giovanni et le Commandeur
- no 20. Aria « Ah pietà, signori miei » - Leporello (coupé à Vienne)
- no 21. Aria « Il mio tesoro intanto » - Don Ottavio (coupé à Vienne)
- no 21a. Duo « Per queste tue manine » - Zerlina, Leporello (composé à Vienne et ajouté à cette place pour la version viennoise)
- no 21b. Récitatif accompagné « In quali eccessi » et aria « Mi tradì quell’alma ingrata » - Donna Elvira (composé à Vienne et ajouté à cette place pour la version viennoise)
- no 22. Duo[25] « O statua gentilissima » - Leporello, don Giovanni, le Commandeur
- no 23. Récitatif accompagné et aria « Non mi dir, bell'idol mio » - Donna Anna
- no 24. Finale : « Già la mensa è preparata » - Don Giovannni et Leporello / « L'ultima prova » - Donna Elvira, Don Giovannni et Leporello / « Don Giovanni, a cenar teco » - Le Commandeur, Don Giovannni et Leporello / « Ah ! dov'è il perfido ? » - Tous moins Don Giovanni et le Commandeur (Cette dernière scène fut coupée à Vienne[26])

## Orchestration
| Instrumentation de Don Giovanni |
| Cordes |
| premiers violons, seconds violons, altos, violoncelles, contrebasses mandoline (no 16)                                                      |
| Bois |
| 2 flûtes, 2 hautbois 2 clarinettes, 2 bassons,                                                                                              |
| Cuivres |
| 2 cors, 2 trompettes, 3 trombones |
| Percussions |
| timbales |
| Clavier |
| 1 clavecin (pour les récitatifs secs) |
| Sur la scène |
| 2 hautbois, 2 cors, quintette à cordes (no 13) 2 trombones (récit. no 22) 2 hautbois, 2 clarinettes, 2 bassons, 2 cors, violoncelle (no 24) |

Dans son Traité d'instrumentation et d'orchestration (1844), Berlioz considère Mozart comme l'un des grands novateurs en termes de couleurs instrumentales. À propos de la mandoline, il cite la sérénade de Don Giovanni et rend hommage au maître classique viennois : 

« La mandoline est aujourd'hui tellement abandonnée que, dans tous les théâtres où l'on monte Don Juan, on est toujours embarrassé pour exécuter ce morceau de la sérénade. Bien qu'au bout de quelques jours d'étude un guitariste ou même un violoniste ordinaire puisse se rendre familier le manche de la mandoline, on a si peu de respect en général pour les intentions des grands maîtres, dès qu'il s'agit de déranger en la moindre chose de vieilles habitudes, qu'on se permet presque partout, et même à l'Opéra (le dernier lieu du monde où l'on devrait prendre une pareille liberté), de jouer la partie de mandoline de Don Juan sur des violons en pizzicato ou sur des guitares. Le timbre de ces instruments n'a point la finesse mordante de celui auquel on le substitue, et Mozart savait bien ce qu'il faisait en choisissant la mandoline pour accompagner l'érotique chanson de son héros. »

## Principales représentations dans le monde

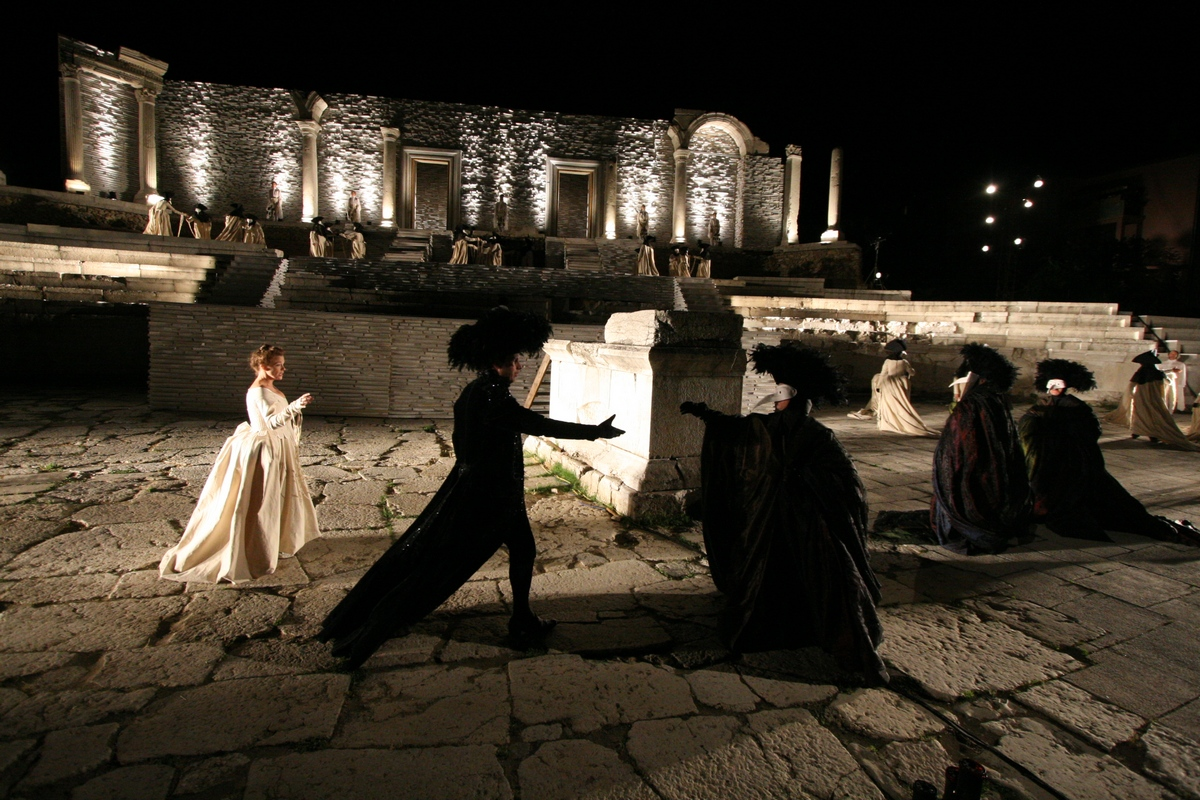
« Le trio des masques » à la fin du 1er acte. Opéra de Stara Zagora, Bulgarie, juin 2009.

- 29 octobre 1787 : création, sous la direction de Mozart lui-même, au théâtre des États de Prague[28], où l'œuvre rencontre un immense succès.
- 7 mai 1788 : première représentation à Vienne, dans une version modifiée, avec la troupe du Burgtheater. L'œuvre est rejouée quinze fois dans l'année 1788, avant que l'empereur Joseph II n'assiste qu'à une seule représentation le 15 décembre 1788 ; l'opéra n'est plus rejoué à Vienne du vivant de Mozart, il est en revanche repris dans plusieurs villes d'Allemagne et d'Europe, augurant de son succès à venir.
- 1789 : premières à Francfort, Hambourg et Varsovie
- 1790 : première à Berlin
- 1791 : première à Munich
- 1792 : première à Florence
- 17 septembre 1805 : première à l'Opéra de Paris, salle Montansier, arrangé en version française par les soins de Henri-Joseph Thüring de Ryss et Pierre Baillot
- 1811 : représentations en italien, dans la version de Vienne, au Théâtre de l'Impératrice[29] (installé à l'Odéon et qui deviendra, en 1825, le Théâtre italien de Paris, qui le jouera jusqu'en 1877
- 1826 : première à New York au Park Theatre, montée par Manuel Garcia et Lorenzo da Ponte avec la Malibran dans le rôle de Zerline.
- 1834 : représentations à l'Opéra de Paris, salle Le Peletier puis salle Ventadour où il restera à l'affiche 209 fois jusqu'en 1874, hormis une interruption de 1844 à 1866
- 1866 : représentations au Théâtre-Lyrique de Paris en version française
- 1875 : Don Giovanni fait son entrée au palais Garnier (Opéra de Paris)
- 17 novembre 1896 : entrée au répertoire de l'Opéra-Comique dans une version française en quatre actes de Louis Durdilly et Charles Gounod
- 1905 : Gustav Mahler dirige Don Giovanni à Vienne puis au Metropolitan Opera en 1908
- au festival de Salzbourg :
  - 1922 : sous la direction de Richard Strauss
  - 1931-1936 : sous la direction de Bruno Walter
  - 1950-1954 : sous la direction de Wilhelm Furtwängler
  - 1956 : sous la direction de Dimitri Mitropoulos
  - 1960 et 1968 : sous la direction de Herbert von Karajan
  - 2021 : sous la direction de Teodor Currentzis, et la réalisation : Romeo Castellucci
- depuis 1991 : au Théâtre national de marionnettes dans la Vieille Ville à Prague
- 1995 : trilogie Mozart-Da Ponte (Le Nozze Di Figaro, Cosi Fan Tutte et Don Giovanni) par l'Atelier Lyrique de Tourcoing, direction musicale Jean-Claude Malgoire, mise en scène Pierre Constant. Prix de la critique[réf. nécessaire]. Reprise en 2010
- 1998 : au Festival d'Aix-en-Provence et à l'Opéra de Lyon, sous la direction de Daniel Harding, avec Peter Mattei (Don Giovanni), Gilles Cachemaille (Leporello), Mireille Delunsch (Donna Anna), Alexandra Dehorties (Donna Elvira), dans une mise en scène de Peter Brook
- du 31 mai au 28 juin 1999 à l'Opéra Bastille, mise en scène Dominique Pitoiset[30], orchestre et chœurs de l'Opéra de Paris, dirigés par James Conlon ; avec Bryn Terfel (Don Giovanni), José Van Dam (Leporello), Carol Vaness (Donna Anna), Barbara Frittoli (Donna Elvira), Rainer Trost (Don Ottavio), Kristinn Sigmundsson (le Commandeur), Juliette Galstian (Zerlina) et Erwin Schrott (Masetto)
- juillet 2006 : au festival de Salzbourg durant lequel furent joués les 22 opéras du compositeur à l'occasion du 250e anniversaire de sa naissance
- 2 juin 2009 : retransmission en direct, en trois dimensions et en son spatialisé (microphone HOA) de la production de l'opéra de Rennes, mise en scène par Achim Freyer et dirigée par Antony Hermus, avec la collaboration d'Orange, du conseil régional de Bretagne et du pôle de compétitivité Images & Réseaux[31]
- juillet 2010 : au festival d'Aix-en-Provence[32]. Avec Bo Skovhus (Don Giovanni), David Bizic, Colin Balzer, Marlis Petersen, Kristine Opolais, Kerstin Avemo, Anatoli Kotscherga, Kyle Ketelsen ; chef d'orchestre : Louis Langrée ; mise en scène: Dmitri Tcherniakov
- octobre 2011 : au Metropolitan Opera de New York[32]. Avec Mariusz Kwiecien (Don Giovanni), Marina Rebeka (Donna Anna), Barbara Frittoli (Donna Elvira), Mojca Erdmann (Zerlina), Luca Pisaroni (Leporello), Stefan Kocán (le Commandeur), sous la direction de Fabio Luisi
- décembre 2011 : à La Scala de Milan[32]. Avec Peter Mattei (Don Giovanni), Bryn Terfel (Leporello), Anna Netrebko (Donna Anna), Barbara Frittoli (Donna Elvira), Anna Prohaska (Zerlina), Giuseppe Filianoti (Don Ottavio), Kwangchul Youn (le Commandeur), Stefan Kocán (Masetto), sous la direction de Daniel Barenboim ; décors de Michael Levine et mise en scène de Robert Carsen
- avril, mai 2013 : au Théâtre des Champs-Élysées[32]. Avec Markus Werba (Don Giovanni), Miah Persson (Donna Elvira), Daniel Behle (Don Ottavio), Myrto Papatanasiu (Donna Anna), Robert Gleadow (Leporello), Serena Malfi (Zerlina), Nahuel di Pierro (Masetto) et Steven Humes (le Commandeur), sous la direction de Jérémie Rhorer et dans une mise en scène de Stéphane Braunschweig
- octobre 2017 : au Grand Théâtre de Luxembourg. Avec Andrè Schuen (Don Giovanni), Nahuel di Pierro (Leporello), Kiandra Howarth (Donna Anna), Yolanda Auyanet (Donna Elvira), Francesca Aspromonte (Zerlina), Julien Behr (Don Ottavio), David Leigh (le Commandeur), Levente Páll (Masetto), sous la direction de Gustavo Gimeno ; décors de Alexandre de Dardel et mise en scène de Jean-François Sivadier[33]
- août 2019 : au théâtre antique d'Orange dans le cadre du festival des Chorégies. Avec Erwin Schrott (Don Giovanni), Adrian Sâmpetrean (Leporello), Mariangela Sicilia (Donna Anna), Karine Deshayes (Donna Elvira), Annalisa Stroppa (Zerlina), Stanislas de Barbeyrac (Don Ottavio), Alexey Tikhomirov (le Commandeur), Igor Bakan (Masetto), sous la direction musicale de Frédéric Chaslin ; sur une mise en scène de Davide Livermore
- août 2021 : au Grand Palais des Festivals dans le cadre du festival de Salzbourg (Centenaire du Festival de Salzbourg 2021). Avec Davide Luciano (Don Giovanni), Vito Priante (Leporello), Nadezhda Pavlova (Donna Anna), Federica Lombardi (Donna Elvira), Anna Lucia Richter (Zerlina), Michael Spyres (Don Ottavio), Mika Kares (le Commandeur), David Steffens (Masetto), sous la direction musicale de Teodor Currentzis ; sur une mise en scène de Romeo Castellucci[34],[35]

## Adaptations et reprises

### En musique
- Muzio Clementi : Variations sur « Batti Batti »
- Ludwig van Beethoven : Variations sur « Là ci darem la mano » pour deux hautbois et cor anglais en ut majeur, WoO 28 (c.1795)
- Ludwig van Beethoven : Variations Diabelli pour piano, op. 120. La variation n°22 est fondée sur « Notte e giorno faticar » (1823).
- Frédéric Chopin : Variations sur « Là ci darem la mano » pour piano et orchestre, 1828
- Niccolò Paganini : « Là ci darem la mano », Ghiribizzi M43
- Franz Liszt. Réminiscences de Don Juan (S/G418). Fantaisie sur des thèmes de Don Giovanni. La version originale date de 1841. Liszt en publia une version pour 2 pianos en 1877 (S/G656). Thèmes utilisés : apparition du Commandeur (« Di rider finirai pria dell aurora! » ; duo don Giovanni/Zerlina (« Là ci darem la mano ») suivi de deux variations ; fantaisie virtuose sur l'« air du champagne » (« Fin ch'han dal vino ») ; retour final sur la musique du Commandeur
- Mauro Giuliani : Grand Pot-pourri, op. 53
- Jacques Offenbach : La Vie parisienne, le mélodrame [N°22 bis] cite l'entrée des masques du Finale de l'acte I [N°15], 1866 (première version)
- Jacques Offenbach : Les Contes d'Hoffmann, le Prologue se déroule pendant une représentation de Don Giovanni, 1881
- Nino Rota : Fantasia soppra 12-note del Don Giovanni per piano e orchestra, 1960)
- À la fin de l'acte II, Mozart lui-même cite la musique de l'aria de Figaro, « Non piú andrai » des Noces de Figaro, créées dans le même théâtre l'année précédente, à côté de la musique de deux musiciens contemporains : Vicente Martin y Soler et Giuseppe Sarti. L'air est joué par une troupe de musiciens placés sur la scène, qui divertissent don Giovanni, lors du dîner interrompu par la statue du Commandeur.

### Au cinéma
- Un menuet du premier acte est au générique de The Clock Store (film de la série des Silly Symphonies) par Burt Gillett en 1931
- Adaptation filmée : Don Giovanni par Joseph Losey en 1979
- La scène du commandeur fait partie de la bande-originale du film Amadeus de Miloš Forman (1984)
- L'air « Deh vieni alla finestra » est repris dans la bande-originale du film Le Maître de musique de Gérard Corbiau (1987)
- La Cérémonie de Claude Chabrol (1995)
- Sherlock Holmes : Jeu d'ombres de Guy Ritchie (2011)
- Don Giovanni, naissance d'un opéra par Carlos Saura, film sur Da Ponte et la genèse de cet opéra (2009).

## Discographie
Légende : DG = Don Giovanni, L = Leporello, DE = Donna Elvira, DA = Donna Anna, DO = Don Ottavio, Z = Zerlina, M = Masetto, C = Commandeur
- 27 mars 1936 : Joseph Keilberth (dir.), Karl Hammes (DG), Hedwig Jungkurth (DE), Maria Reining (DA), Julius Patzak (DO), Georg Hann (de) (L), Ludwig Weber (C), Gertrud Callam (Z), Hans Ducrue (M) das Orchester des Reichssenders Stuttgart - Preiser, Cantus Line, Walhall (enregistrement radio)
- 1936 : Fritz Busch (dir.), John Brownlee (DG), L. Helletsgruber (DE), Ina Souez (DA), K. von Pataky (DO), S. Baccaloni (L), A. Midmay (Z), Orchestre du Festival de Glyndebourne - HMV
- 1942 : Bruno Walter (dir.), Ezio Pinza (DG), Jarmila Novotna (DE), Rose Bampton (DA), C. Kullman (DO), A. Kipnis (L), Bidu Sayão (Z), Orchestre du Metropolitan Opera - NE (live)
- 1950 : Wilhelm Furtwängler (dir.), Tito Gobbi (DG), Erich Kunz (L), Ljuba Welitsch (DA), Anton Dermota (DO), Elisabeth Schwarzkopf (DE), Irmgard Seefried (Z), Josef Greindl (C), Orchestre philharmonique de Vienne - EMI Classics 0094633679924 (enregistrement « live »)
- 1954 : Wilhelm Furtwängler (dir.), Cesare Siepi (DG), Elisabeth Schwarzkopf (DE), Elizabeth Grümmer (DA), Anton Dermota (DO), Otto Edelmann (L), Philharmonie de Vienne - EMI (live)
- 1955 : Josef Krips (dir.), Cesare Siepi (DG), Lisa Della Casa (DE), Suzanne Danco (DA), Anton Dermota (DO), Fernando Corena (L), Hilde Gueden (Z), Philharmonie de Vienne - Decca
- 1956 : Dimitri Mitropoulos (dir.), Cesare Siepi (DG), Lisa Della Casa (DE), Elizabeth Grümmer (DA), Léopold Simoneau (DO), Fernando Corena (L), Rita Streich (Z), Philharmonie de Vienne - Sony (live)
- 1958 : Ferenc Fricsay (dir.), Dietrich Fischer-Dieskau (DG), Karl Christian Kohn (L), Sena Jurinac (DA), Ernst Haefliger (DO), Maria Stader (DE), Irmgard Seefried (Z), Walter Kreppel (C), RIAS-Symphonie-Orchester - Deutsche Grammophon 000289 463 6292 1
- 1959 : Carlo Maria Giulini (dir.), Eberhard Waechter (DG), Elisabeth Schwarzkopf (DE), Joan Sutherland (DA), Luigi Alva (DO), Giuseppe Taddei (L), Philharmonia Chorus & Orchestra - EMI
- 1962 : Joseph Keilberth (dir.), George London (DG), Benno Kusche (L), Hildegard Hillebrecht (DA), Nicolai Gedda (DO), Sena Jurinac (DE), Anneliese Rothenberger (Z), Gottlob Frick (C), Munich Opera Festival - Golden Melodram
- 1966 : Otto Klemperer (dir.), Nicolai Ghiaurov (DG), Christa Ludwig (DE), Claire Watson (DA), Nicolai Gedda (DO), Walter Berry (L), Mirella Freni (Z), New Philharmonia Chorus & Orchestra - EMI
- 1967 : Karl Böhm (dir.), Dietrich Fischer-Dieskau (DG), Ezio Flagello, Peter Schreier (DO), Alfredo Mariotti, Birgit Nilsson, Martina Arroyo, Reri Grist, Orchestre du Théâtre national de Prague - Deutsche Grammophon
- 1973 : sir Colin Davis (dir.), Ingvar Wixell, Wladimiro Ganzarolli, Martina Arroyo, Stuart Burrows, Kiri Te Kanawa, Mirella Freni, Luigi Roni, Orchestra and Chorus of the Royal Opera House, Covent Garden - Philips 422 541-2
- 1979 : Lorin Maazel (dir.), Ruggero Raimondi (DG), Kiri Te Kanawa (DE), Edda Moser (DA), Kenneth Riegel (DO), José van Dam (L), Teresa Berganza (Z), Orchestre de l'Opéra de Paris - Sony – Bande originale du film de Joseph Losey
- 1984 : Bernard Haitink (dir.), Thomas Allen (DG), Maria Ewing (DE), Carol Vaness (DA), Keith Lewis (DO), Richard Van Allan (L), Elizabeth Gale (Z), London Philharmonic Orchestra - EMI
- 1989 : Nikolaus Harnoncourt (dir.), Thomas Hampson (DG), Roberta Alexander (DE), Edita Gruberova (DA), Hans-Peter Blochwitz (DO), László Polgár (L), Barbara Bonney (Z), Concertgebouw Amsterdam - Teldec
- 1993 : Bernard Haitink (dir.), Thomas Allen, Richard Van Allan, Carol Vaness, Keith Lewis, Maria Ewing, Elizabeth Gale, Dimitri Kavrakos, Orchestre philharmonique de Londres and Glyndebourne Chorus - EMI
- 1994 : John Eliot Gardiner (dir.), Rodney Gilfry (DG), Charlotte Margiono (DE), Ľuba Orgonášová (DA), Christoph Prégardien (DO), Ildebrando D'Arcangelo (L), Eirian James (Z), English Baroque Soloists - Archiv
- 2000 : David Parry (dir.), Garry Magee (DG), Andrew Shore (L), Majella Cullagh (DA), Barry Banks (DO), Vivian Tierney (DE), Mary Plazas (Z), Clive Bayley (C), Geoffrey Mitchell Choir, Orchestre Philharmonia - Chandos (en anglais)
- 2000 : Michael Halász (dir.), Bo Skovhus (DG), Renato Girolami (L), Adrianne Pieczonka (DA), Torsten Kerl (DO), Regina Schörg (DE), Ildikó Raimondi Janusz (Z)Monarcha, Hungarian Radio Chorus, Nicolaus Estherházy Sinfonia - Naxos
- 2003 : Roger Norrington (dir.) - Virgin Classic
- 2007 : René Jacobs (dir.), Johannes Weisser (DG), Lorenzo Regazzo (L), Olga Pasichnyk (DA), Kenneth Tarver (DO), Alexandrina Pendatchanska (DE), Sunhae Im (Z), Allessandro Guerzoni (C), RIAS Kammerchor, Freiburger Barockorchester - Harmonia Mundi HMC901964.66
- 2012 : Yannick Nézet-Séguin (dir.), Ildebrando D'Arcangelo (DG), Luca Pisaroni (L), Diana Damrau (DA), Rolando Villazón (DO), Joyce DiDonato (DE), Mojca Erdmann (Z), Konstantin Wolff (M), Vitalij Kowaljow (C)
- 2016 : Teodor Currentzis (dir.), Dimitri Tiliakos (DG), Vito Pirante (L), Karina Gauvin (DE), Myrto Papatanasiu (DA), Christina Gansch (Z), Mika Kares (C), Guido Loconsolo (M) - Sony Classical
- 2018 : Simone Toni (dir.), Christian Senn (DG), Renato Dolcini (L), Emanuela Galli (DE), Raffaella Milanesi (DA), Andres Agudelo (DO), Mauro Borgioni (C), Lucía Martín-Cartón (Z) - Warner Classics

## Vidéographie
- 1954 : Wilhelm Furtwängler (dir.), Cesare Siepi (DG), Otto Edelmann (L), Elisabeth Grümmer (DA), Anton Dermota (DO), Lisa Della Casa (DE), Erna Berger (Z), Walter Berry (M), Dezső Ernster (C), Philharmonique de Vienne, Paul Czinner (réal.) - VAI 69063 (VHS) ; Deutsche Grammophon 000440 073 01999 (DVD)
- 1961 : Ferenc Fricsay (dir.), Dietrich Fischer-Dieskau (DG), Walter Berry (L), Elisabeth Grümmer (DA), Donald Grobe (DO), Pilar Lorengar (DE), Erika Köth (Z), Josef Greindl (C), chœur et orchestre du Deutsche Oper Berlin - Premiere Opera Ltd. 5245 (DVD) – Film de télévision noir et blanc, en allemand
- 1978 : Lorin Maazel (dir.), Ruggero Raimondi (DG), José van Dam (L), Edda Moser (DA), Kenneth Riegel (DO), Kiri Te Kanawa (DE), Teresa Berganza (Z), Malcolm King (M), John McCurdy (C), chœur et orchestre de l'Opéra de Paris, Joseph Losey (réal.) - 2NDVD 3132 CD Sony (DVD)
- 1987 : Herbert von Karajan (dir.), Samuel Ramey (DG), Ferruccio Furlanetto (L), Anna Tomowa-Sintow (DA), Gösta Winbergh (DO), Julia Varady (DE), Kathleen Battle (Z), Paata Burchuladze (C), Orchestre philharmonique de Vienne, Michael Hampe (de) (réal.) - Sony Classical 88697296049 (DVD)
- 1990 : Craig Smith (en) (dir.), Eugene Perry (DG), Herbert Perry (L), Dominique Labelle (DA), Carroll Freeman (DO), Lorraine Hunt Lieberson (DE), Ai Lan Zhu (Z), James Patterson (C), Arnold Schoenberg Chor, Orchestre symphonique de Vienne, Peter Sellars (réal.) - Decca 071 4119 9 DH (DVD)
- 2001 : Nikolaus Harnoncourt (dir.), Rodney Gilfry (DG), László Polgár (basse) (L), Isabel Rey (DA), Cecilia Bartoli (DE), Jurgen Flimm (mise en scène), Brian Large (réal.)- ArtHaus Musik, distribution - Production du Opernhaus (Zurich).
- 2002 : Daniel Harding (dir.), Peter Mattei (DG), Gilles Cachemaille (L), Mireille Delunsch (DA), Alexandra Dehorties (DE), Peter Brook (réal.) - Bel Air Classiques, distribution Harmonia Mundi - Production du festival d'Aix-en-Provence
- 2006 : Daniel Harding (dir.), Thomas Hampson (DG), Ildebrando D'Arcangelo (L), Christine Schäfer (DA), chœur et Orchestre philharmonique de Vienne - Decca / Unitel Classica - Production du festival de Salzbourg
- 2008 : Charles Mackerras (dir.), Simon Keenlyside (DG), Kyle Ketelsen (L), Marina Poplavskaya (DA), Ramón Vargas (DO), Joyce DiDonato (DE), Miah Persson (Z), Eric Halfvarson (C), chœur et orchestre du Royal Opera House Covent Garden - Opus Arte OABD7028D[36]

Sources : Operadis-opera-discography.org.uk

#### Sur les opéras de Mozart
- Hector Berlioz, Traité d'instrumentation et d'orchestration, Paris, Éditions Henry Lemoine, 1993 (1re éd. 1843).
- Brigitte Massin (dir.), Pierre Flinois, Pierangelo Gelmini, Claire Gibault, Stéphane Goldet, Sylvie Hauel, Jean-Charles Hoffelé, Piotr Kaminski, Fernand Leclercq, Jean-Christophe Marti, Isabelle Moindrot, Michel Noiray, Isabelle Rouard, Marie-Aude Roux, Patrick Scemama, Rémy Stricker, Silvia Tuja et Marie Christine Vila, Guide des opéras de Mozart : Livrets — Analyses — Dicographies, Paris, Fayard, coll. « Les Indispensables de la musique », 11 mai 1991, 1006 p. (ISBN 978-2-213-02503-2).
- L'Avant-scène opéra no 24, 1979. Nouvelle édition augmentée no 172, 1996.
- Charles Gounod, Le Don Juan de Mozart, Paul Ollendorf, Paris, 1890
- Gilles Cantagrel, Catherine Massip et Emmanuel Reibel, Don Giovanni, Mozart : le Manuscrit, un trésor de la BNF, Paris, Textuel, 2005 (ISBN 978-2845971578).
- Alain Pâris Livrets d’opéra, Paris, Robert Laffont, coll. « Bouquins », vol. 1, p. 767-826 (bilingue).
- Jean Massin, Don Juan. Mythe littéraire et musical, Paris, Stock, coll. « Musique », 1979 (bilingue). Contient en outre les Don Juan de Tirso de Molina, Molière, E.T.A. Hoffmann, Alexandre Pouchkine, Lenau et Charles Baudelaire. Réédition en français seulement augmentée des Don Juan de Barbey d’Aurevilly et Prosper Mérimée, aux éditions Complexes, 1993.
- Philippe Autexier, Don Giovanni, Philippe Olivier éditeur, 1990.
- Bernard Baas, « Don Giovanni et les voix du désir », in La Voix déliée, Paris, Hermann, 2010, pp. 351-413.
- Florence Badol-Bertrand, « Don Giovanni : un composé détonnant de styles et de moyens dans le cadre de l'opéra buffa ». in Analyse musicale no 40, septembre 2001, p. 4-18.
- Henry Barraud, Les cinq grands opéras : Don Juan, Boris Godounov, Tristan et Isolde, Pelléas et Mélisande, Wozzeck. Paris, Le Seuil, 1972.
- Charles Gounod, Le Don Juan de Mozart, (1890), Paris, Séguier, 1987.
- Jean-Victor Hocquard, Le Don Giovanni de Mozart. Paris, Aubier, 1978.
- Jean-Victor Hocquard, Les Opéras de Mozart, Paris, Les Belles Lettres-Archimbaud, 1995.
- Pierre Jean Jouve, Le Don Juan de Mozart (1942), Paris, Éditions d’Aujourd’hui, coll. « Les Introuvables », 1977. Réédition, Paris, Christian Bourgois, 1986.
- Christine Prost, « Mozart » in Dictionnaire de Don Juan sous la direction de Pierre Brunel, Paris, Robert Laffont, coll. « Bouquins », 1999.
- Lorenzo da Ponte, Mémoires et Livrets, sous la direction de Jean-François Labie, Paris, Livre de Poche, coll. « Pluriel », 1980.
- Even A. Baker, Alfred Roller's Production Of Mozart's Don Giovanni ─ A Break in the Scenic Traditions of the Vienna Court Opera, New York University, 1993.

#### Sur Mozart
- Alfred Einstein, Mozart, l’homme et l’œuvre, (1945), Paris, Gallimard, 1991, trad. Jacques Delalande.
- Jean-Victor Hocquard, La pensée de Mozart, (1958), Paris, Le Seuil, 1991.
- Mozart : l'amour, la mort, Paris, Archimbaud/Lattès, coll. « Musiques et musiciens », 1992 (1re éd. 1987, Librairie Séguier), 810 p. (ISBN 2-7096-1179-1, OCLC 264101476, BNF 35546538)
- Jean Massin et Brigitte Massin, Wolgang Amadeus Mozart, (1959), Paris, Fayard, 1970.
- Charles Rosen, Le Style classique, Paris, Gallimard, 1978, trad. M. Vignal. Analyse du sextuor.
- Rémy Stricker, Mozart et ses opéras : fiction et vérité. Paris, Gallimard, 1980.
- Téodor de Wyzewa, W.A. Mozart, sa vie musicale et son œuvre, (1936), Robert Laffont, coll. « Bouquins », 1986, 2 vol., (vol.2, p. 432-516).

#### Sur le mythe de Don Juan
- « Don Juan », numéro spécial de la revue Obliques, 1978.
- Don Juan : analyses et synthèses sur un thème littéraire, sous la direction de José-Manuel Losada-Goya et Pierre Brunel. Bruxelles, Klincksieck, 1993.
- Dictionnaire de Don Juan sous la direction de Pierre Brunel, Paris, Robert Laffont, coll. « Bouquins », 1999.
- Jean-Philippe Guye, « De Don Juan à Don Giovanni : mythe et transgression » in Analyse musicale no 40, septembre 2001, p. 19-32.
- Jean Starobinski, « Quali eccessi » in Nouvelle Revue de psychanalyse no 43, Paris, Gallimard, 1991. Repris in L’Avant-scène Opéra no 172, p. 134-140.